# Sønder Nissum Sogn
Sønder Nissum Sogn er et sogn i Ringkøbing Provsti (Ribe Stift).
I 1800-tallet var Sønder Nissum Sogn anneks til Husby Sogn. Begge sogne hørte til Ulfborg Herred i Ringkøbing Amt. Trods annekteringen var de to selvstændige sognekommuner. Ved kommunalreformen i 1970 blev både Husby og Sønder Nissum indlemmet i Ulfborg-Vemb Kommune, der ved strukturreformen i 2007 indgik i Holstebro Kommune.
I Sønder Nissum Sogn ligger Sønder Nissum Kirke fra omkring 1250 og Thorsminde Kirke fra 1890.
I sognet findes følgende autoriserede stednavne:
- Annekspræstegårde (bebyggelse)
- Bjerghuse (bebyggelse)
- Felsted (bebyggelse)
- Felsted Odde (areal)
- Fjand Grønne (areal)
- Fjand Gårde (bebyggelse)
- Fjand Huse (bebyggelse)
- Fjandø (areal)
- Gadegård (bebyggelse)
- Gjelstrup (bebyggelse)
- Glistrup (bebyggelse)
- Harbogårde (bebyggelse)
- Husby Klitplantage (areal)
- Illeborg (bebyggelse)
- Klem (bebyggelse)
- Kær (bebyggelse)
- Neder Torup (bebyggelse)
- Nørhede (bebyggelse)
- Nørre Fjand (bebyggelse)
- Ovenbjerg (areal)
- Over Torup (bebyggelse)
- Pilgård (bebyggelse)
- Ravnsbjerg (bebyggelse)
- Sittrup (bebyggelse)
- Svejdal (bebyggelse)
- Sønder Nissum (ejerlav)
- Sønder Nissum Kirkeby (bebyggelse)
- Sønderby (bebyggelse)
- Thorsminde (bebyggelse)
- Udstrup Plantage (bebyggelse)
- Vang (bebyggelse)